# Flash FM
 (octobre 2018).
Flash FM est une radio locale française privée musicale de catégorie B indépendante créée en 2002 et basée à Limoges (Haute-Vienne). Elle diffuse ses programmes sur la région de Limoges, Guéret et Saint-Junien par la modulation de fréquence.
Flash FM est membre des Indés Radios.
Depuis décembre 2020, Flash FM est diffusée sur le 97.7 à Guéret ainsi que sur le 98.4 à Saint-Junien.
La radio a également décroché l'appel d'offre du CSA pour une diffusion en DAB+ (numérique) à Poitiersà partir du deuxième semestre 2020.